# Lois Maxwell
Lois Hooker (Kitchener, Ontario, Canada, 14 februari 1927 – Fremantle, Australië, 29 september 2007) was een actrice die als Lois Maxwell vooral bekend werd als Miss Moneypenny, de rol die ze in veertien James Bondfilms speelde. Ze is daarmee, ná acteur Desmond Llewelyn ('Q'), de speler die de meeste Bondfilms op haar naam heeft staan en de enige actrice die tot en met 1985 onafgebroken in alle officiële Bondfilms heeft gespeeld.

## Biografie
Maxwell heeft samengewerkt met drie verschillende James Bondacteurs: Sean Connery, George Lazenby en Roger Moore. Toen na Roger Moore de bijna twintig jaar jongere acteur Timothy Dalton de rol van 007 overnam, werd ook de rol van Maxwell door een ander overgenomen. Ze was overigens zeer goed bevriend met Roger Moore.
Naast haar optredens in de Bondfilms gaf ze stem aan Atlanta, de dochter van Commander Shore uit de Supermarionation poppenfilm Stingray (de voorloper van de in Nederland meer bekende Thunderbirds).
Verder speelde Maxwell vele gastrollen, waaronder in The Saint, The Persuaders (NL: 'De versierders'), Alfred Hitchcock Presents en Department S.
Van 1957 tot zijn dood in 1973 was ze getrouwd met Peter Churchill Marriott; er werden 2 kinderen uit het huwelijk geboren.
Maxwell ging in 1989 met pensioen, maar keerde in de jaren 90 tweemaal terug in televisiefilms. Haar laatste rol speelde ze in 2001, in de film The Fourth Angel, met onder meer Jeremy Irons. Maxwell overleed op 30 september 2007 op 80-jarige leeftijd in een ziekenhuis in Fremantle in het westen van Australië.

## Filmografie
| - A Matter of Life and Death (1946) – actrice (niet op aftiteling) - Spring Song (1946) – Penelope Cobb - That Hagen Girl (1947) – Julia Kane - Corridor of Mirrors (1948) – Lois - The Big Punch (1948) – Karen Long - The Decision of Christopher Blake (1948) – Miss McIntyre (niet op aftiteling) - The Dark Past (1948) – Ruth Collins - Amori e veleni (1949) – Koningin Christina - The Crime Doctor's Diary (1949) – Jane Darrin - Kazan (1949) – Louise Maitlin - Domani è troppo tardi (1950) – signorina Anna, lerares - Lebbra bianca (1951) – Erika - Viva il cinema! (1952) – rol onbekend - The Women's Angle (1952) – Enid Mansell - Ha da venì...don Calogero! (1952) – rol onbekend - Lady in the Fog (1952) – Margaret 'Peggy' Maybrick - Mantrap (1953) – Thelma Speight/Tasman - Women of Twilight (1953) – Chris Ralston, the New Mother - Aida (1953) – Amneris - La grande speranza (1954) – Lt. Lily Donald - Satellite in the Sky (1956) – Kim Hamilton - Passport to Treason (1956) – Diane Boyd - Douglas Fairbanks, Jr. Presents (televisieserie) – verschillende rollen (2 afl., 1956) - High Terrace (1956) – Stephanie Blake - Kill Me Tomorrow (1957) – Jill Brook - Time Without Pity (1957) – Vicky Harker - O.S.S. (televisieserie) – Virginia (afl. "Operation Orange Blossom", 1957) - Face of Fire (1959) – Ethel Winter - The Unstoppable Man (1960) – Helen Kennedy - Danger Man (televisieserie) – Sandi Lewis (afl. "Position of Trust", 1960) | - Alcoa Presents: One Step Beyond (televisieserie) – Esther Hollis (afl. "The Room Upstairs", 1961) - No Hiding Place (televisieserie) – Margot (afl. "Nina and the Night People", 1961) - Lolita (1962) – verpleegster Mary Lore - Dr. No (1962) – Miss Moneypenny - Zero One (televisieserie) – Miss Smith (afl. "The Marriage Broker", 1962) - ITV Play of the Week (televisieserie) – rol onbekend (afl. "The Touch of a Dead Hand", 1963) - Come Fly with Me (1963) – Gwen Sandley - The Haunting (1963) – Grace Markway - From Russia with Love (1963) – Miss Moneypenny - The Avengers (televisieserie) – zuster Johnson (afl. "The Little Wonders", 1964) - Ghost Squad (televisieserie) – Elizabeth Creasey (afl. "Party for Murder", 1964) - Goldfinger (1964) – Miss Moneypenny - Stingray (televisieserie) – Lt. Atlanta Shore (afl. onbekend, 1964–1965, stem) - Gideon's Way (televisieserie) – Felissa Henderson (afl. "The Millionaire's Daughter", 1965) - The Ambassadors (televisiefilm, 1965) – Sarah Pocock - Thunderball (1965) – Miss Moneypenny - The Baron (televisieserie) – Charlotte Russell (afl. "Something for a Rainy Day", 1965) - The Saint (televisieserie) – verschillende rollen (2 afl., 1966/1967) - OK Connery (1967) – Miss Maxwell - You Only Live Twice (1967) – Miss Moneypenny - Adventures in Rainbow County (televisieserie) – Nancy Williams (26 afl., 1969) - Randall and Hopkirk (Deceased) (televisieserie) – Kim Wentworth (afl. "For the Girl Who Has Everything", 1969) - On Her Majesty's Secret Service (1969) – Miss Moneypenny - Department S (televisieserie) – Mary Burnham (afl. "The Ghost of Mary Burnham", 1970) - The Adventurers (1970) – vrouw bij modeshow (niet op aftiteling) - UFO (televisieserie) – Miss Holland (afl. "The Cat with Ten Lives", 1970, en "The Man Who Came Back", 1971) - Endless Night (1971) – Cora Walker Brown - Diamonds Are Forever (1971) – Miss Moneypenny - The Persuaders (televisieserie) – Louise (afl. "Someone Waiting", 1972) - Live and Let Die (1973) – Miss Moneypenny | - The Man with the Golden Gun (1974) – Miss Moneypenny - Bons baisers de Hong Kong (1975) – Miss Moneypenny - Sporting Chance (televisiefilm, 1976) – Louise - Summer Rain (1976) – rol onbekend - Age of Innocence (1977) – Mrs. Hogarth - The Spy Who Loved Me (1977) – Miss Moneypenny - Moonraker (1979) – Miss Moneypenny - Lost and Found (1979) – Engelse vrouw - Mr. Patman (1980) – de regisseur - Invaders from the Deep (1981) – Atlanta Shore (stem) - For Your Eyes Only (1981) – Miss Moneypenny - Octopussy (1983) – Miss Moneypenny - Peep (televisiefilm, 1984) – Mrs. Powell - The Blue Man (televisiefilm, 1985) – Monica Duval - A View to a Kill (1985) – Miss Moneypenny - Alfred Hitchcock Presents (televisieserie) – Ms. Golden (afl. "If the Shoe Fits", 1987) - Rescue Me (televisiefilm, 1988) – Phyllis - Martha, Ruth & Edie (1988) – Edie Carmichael - Lady in the Corner (televisiefilm, 1989) – Mary Smith - In Search of James Bond with Jonathan Ross (televisiefilm, 1995) – Moneypenny - Hard to Forget (televisiefilm, 1998) – Helen Applewhite - The Fourth Angel (2001) – Olivia |